# スコット・ハーン
スコット・ハーン（Scott Hahn、1957年10月28日 - ）は、アメリカ合衆国のカトリック神学者。元々は長老教会の牧師を務めていたが、1986年にカトリックへ改宗する。カトリック教会の組織であるオプス・デイ属人区のメンバーである。

## 略歴
1957年10月28日、スコット・ハーンは、プロテスタント（長老教会）家庭の3人の子供の末の子として生まれた。1979年、グローブ・シティ・カレッジ卒業。神学、哲学の学位を優等の成績で取得。同年8月18日、キンバリ・カークと結婚する。ゴードン・コンウェル神学校在学中、「避妊」問題がきっかけとなり「契約」についての研究を始める。そして、カトリックの教義が聖書にもとづいていることが分かる。1982年にゴードン・コンウェル神学校を首席で卒業し、教皇庁認定神学修士号を取得。その後、キリスト教系高校や神学校、大学に勤める。
1986年、ウィスコンシン州ミルウォーキーの聖ベルナルド教会で復活徹夜祭にカトリックへ改宗。1989年に「カトリック・アンサーズ」が開催するセミナーで「プロテスタントの牧師がカトリックになる」という題で講話を行う。この講話の録音テープはアメリカ国内のカトリックの指導者たちやグループへ送られた。この講話のテープがきっかけとなり、カトリック専門のテレビ局「EWTN」の「マザー・アンジェリカ・ライブ」にゲスト出演をする。1990年、フランシスカン大学ストゥーベンヴィル校の教授になる。1992年、義父で長老教会の牧師、「R・A・A・P」(ポルノ反対宗教同盟)の創立者であるジェリー・カークに同行し、バチカンで当時の教皇ヨハネ・パウロ2世に謁見。1995年にカトリック大学のマーケット大学で神学の博士号を取得した。2001年に聖書神学研究機関のセント・ポール・センターを創設、会長に就任。2014年、シカゴのムンデレイン神学校の聖書神学の客員教授に就任した。
スコットと妻のキンバリーの間には、6人の子供と18人の孫がいる。息子のエレミアは、2021年5月21日にカトリックの司祭に叙階された。

## 著作
- Rome Sweet Home (co-written with Kimberly Hahn), Ignatius Press, 1993. ISBN 0-89870-478-2
- Catholic for a Reason (with Leon Suprenant, editor), Emmaus Road Publishing, 1998. ISBN 0-9663223-0-4
- A Father Who Keeps His Promises, Servant Publications, 1998. ISBN 0-89283-829-9
- The Lamb's Supper: The Mass as Heaven on Earth, Doubleday, 1999. ISBN 0-385-49659-1
- Hail, Holy Queen: The Mother of God in the Word of God, Doubleday, 2001. ISBN 0-385-50168-4
- First Comes Love: Finding Your Family in the Church and the Trinity, Doubleday, 2002. ISBN 0-385-49662-1
- Lord Have Mercy: The Healing Power of Confession, Doubleday, 2003. ISBN 0-385-50170-6
- Swear to God: The Promise and Power of the Sacraments, Doubleday, 2004. ISBN 0-385-50931-6
- Letter and Spirit: From Written Text to Living Word in the Liturgy, Doubleday, 2005. ISBN 0-385-50933-2
- Ordinary Work, Extraordinary Grace, Doubleday, 2006. ISBN 978-0-385-51924-3
- Reasons to Believe: How to Understand, Explain, and Defend the Catholic Faith, Doubleday, 2007. ISBN 978-0-385-50935-0
- Answering the New Atheism: Dismantling Dawkins's Case Against God, (with Benjamin Wiker), Emmaus Road Publishing, 2008. ISBN 978-1-931018-48-7
- Kinship by Covenant: A Canonical Approach to the Fulfillment of God's Saving Promises, Yale University Press, 2009. ISBN 978-0-300-14097-2
- Signs of Life: 40 Catholic Customs and Their Biblical Roots, Image, 2009. ISBN 978-0-385519496
- Many Are Called: Rediscovering the Glory of the Priesthood, Image, 2010. ISBN 978-0-307590770
- Politicizing the Bible: The Roots of Historical Criticism and the Secularization of Scripture 1300-1700 (co-written with Benjamin Wiker), The Crossroad Publishing Company, 2013. ISBN 978-0824599034.
- Consuming the Word: The New Testament and The Eucharist in the Early Church, Image, 2013. ISBN 978-0307590817
- Evangelizing Catholics: A Mission Manual for the New Evangelization, Our Sunday Visitor, 2014. ISBN 978-1612787732
- Angels and Saints: A Biblical Friendship with God's Holy Ones, Image, 2014. ISBN 978-0307590794
- Joy to the World: How Christ's Coming Changed Everything and Still Does, Image, 2014. ISBN 978-0804141123
- The Creed: Professing the Faith Through the Ages, Emmaus Road Publishing, 2016. ISBN 978-1941447772

Books in Spanish:
- La evangelización de los católicos. Manual para la misión de La Nueva Evangelización, Palabra, 2015. ISBN 978-84-9061-179-1
- Esperanza para momentos difíciles, Palabra, 2016. ISBN 978-84-9061-356-6

### 日本語訳著作
- 『ローマ・スイート・ホーム―なぜ私たちはカトリックになったのか』(キンバリ・ハーン共著)木鎌安雄訳　ドン・ボスコ社 2004.9.8
- 『子羊の晩餐 -ミサは地上の天国』  川崎重行訳、新田壮一郎監修　エンデルレ書店 2008.7.8
- 『オプス・デイとの出会い：私の霊的な旅』　岡島真理子訳　エンデルレ書店 2010.10